# Nikolaj Michajlovič Kamenskij
Nikolaj Michajlovič Kamenskij (in russo: Николай Михайлович Каменский; 27 dicembre 1776 – 4 maggio 1811) è stato un generale russo che combatté durante le Guerre Napoleoniche. Fu il figlio di Michail Fedotovič Kamenskij.

## Biografia
Nikolaj, insieme al fratello maggiore Sergej, ebbe un'educazione concentrata nell'apprendimento delle più conosciute e moderne tecniche militari. Già a 15 anni, si dimostrò più capace e volitivo nel fare suoi questi insegnamenti: per questo motivo, cominciò molto presto a fare esperienza sui campi di battaglia, in stretto contatto con il padre.
Nel 1799, a soli 23 anni, lo zar Paolo I lo nominò generale maggiore, e poco dopo sostituì Aleksandr Suvorov alla guida di un reparto dell'esercito contro Napoleone.
Nel 1805, ottenne il primo incarico di grande responsabilità; infatti, subentrato a Pëtr Bagration, fu duramente sconfitto, insieme agli altri generali, nella battaglia di Austerlitz: 1.600 uomini della sua schiera persero la vita, mentre lui fuggì, anche se solo dopo che la sconfitta era apparsa inevitabile. Successivamente, ebbe l'occasione di rifarsi; infatti, si distinse nella battaglia di Eylau e per questo fu premiato con l'ordine di San Giorgio, mentre non fece altrettanto negli scontri di Danzica e di Heilsberg, dove, in tutto, perse quasi 5.000 uomini.
Dopo che terminò la proibitiva guerra contro Napoleone, Kamenskij riuscì finalmente a mettere in mostra le sue reali capacità; nel 1808, gli fu affidata la direzione del conflitto di Finlandia, nella quale vinse sì molte battaglie, ma fu accusato di non avere alcuno scrupolo nel mandare allo sbaraglio i suoi soldati: per questo, motivo, fu duramente criticato sia dai pari grado che dai semplici cadetti. La guerra, combattuta contro la Svezia per il possesso della Finlandia, terminò con un netto successo russo, per il quale fu a lungo stimato.
Alla fine del 1809, assunse il comando del reparto dell'esercito russo dislocato intorno al Danubio, combattendo per la prima volta contro i Turchi nel corso della guerra russo-turca. Con l'aiuto di Sergej, che lo accompagnò anche nella precedente esperienza nord-europea, riuscì a sconfiggere i nemici presso Silistra e Pazardžik (Bulgaria), mentre perse a Šumen (Bulgaria) e Ruse. Il 26 ottobre 1810, invece, nella battaglia di Vidin (Bulgaria) sbaragliò una forte armata nemica di 40.000 uomini; nello scontro, i Russi persero 1.500 uomini, un numero contenuto rispetto ai 10.000 caduti dell'esercito avversario.
Il 4 febbraio 1811, Nikolaj Kamenskij fu costretto ad abbandonare il suo ruolo a causa di una forte febbre, per la quale fu trasportato d'urgenza ad Odessa, lasciando così il comando delle truppe a Michail Kutuzov, che riuscì a completare il suo lavoro, portando la Russia alla vittoria finale. Morì tre mesi dopo all'età di 34 anni.